# Horacio (Hamlet)
Horacio es un personaje ficticio de la tragedia Hamlet de William Shakespeare.
Estuvo presente en el campo de batalla cuando el rey Hamlet (el padre de Hamlet) derrotó a Fortinbrás (el rey de Noruega), y ha viajado a la corte desde la Universidad de Wittenberg (donde conocía al príncipe Hamlet) para el funeral del rey Hamlet. Hamlet se alegra de verlo, y Horacio permanece en la corte sin nombramiento oficial, simplemente como "amigo de Hamlet". Tiene una relación relativamente familiar con otros personajes. Por ejemplo, cuando Gertrudis (la reina) es reacia a admitir a la "distraída" Ofelia, cambia de opinión siguiendo el consejo de Horacio. A estas alturas, Hamlet ya ha partido hacia Inglaterra y se supone que no regresará.
Horacio no está directamente involucrado en ninguna intriga en la corte, pero es un buen papel y una caja de resonancia para Hamlet.[cita requerida] Al proceder de Wittenberg, una universidad que definió el cambio institucional de la teología al humanismo, Horacio personifica la fusión moderna temprana de la racionalidad estoica y protestante.

## Nombre
Horacio es una variación del latín Horatius. Muchos comentaristas han relacionado el nombre con las palabras latinas ratiō ("razón") y ōrātor ("orador"), señalando su papel como razonador con el príncipe Hamlet, y sobreviviendo (aunque rogara la muerte) para contar la historia heroica de Hamlet al final de la obra.

## Papel en la obra
Horacio está presente en la primera escena de la obra, acompañando a Bernardo y a Marcelo en la guardia, ya que afirman haber "visto dos veces" el fantasma del rey Hamlet. Al principio se muestra escéptico, pero "se estremece [...] de miedo y asombro" cuando ve al fantasma. Como es un erudito, le urge hablar con el fantasma. A Horacio se le ocurre hablarle a Hamlet del fantasma, suponiendo que "este espíritu, mudo para nosotros, le hablará a él".
Horacio jura guardar el secreto sobre el fantasma y la "disposición anticuada" de Hamlet. Está al tanto de gran parte de los pensamientos de Hamlet y simboliza el amigo fiel por excelencia. En el tercer acto, Hamlet confiesa su gran opinión sobre Horacio. Horacio es el primer personaje principal que conoce el regreso de Hamlet a Dinamarca. Horacio sólo duda del juicio de Hamlet una vez, cuando éste ha dispuesto que Rosencrantz y Guildenstern sean asesinados. Por lo demás, Horacio apoya todas las decisiones que toma Hamlet.
Horacio está presente en la mayoría de las escenas principales de la obra, pero Hamlet suele ser la única persona que lo reconoce. Cuando otros personajes se dirigen a él, casi siempre le dicen que se vaya. A menudo aparece en escenas recordadas como soliloquios, como la famosa escena de Hamlet con la calavera de Yorick. Está presente durante el juego de la ratonera, cuando se revela la locura de Ofelia, cuando Hamlet se revela en la tumba de Ofelia y en la escena final. Casi al final de la obra, cuando Hamlet le dice "qué mal está todo aquí sobre mi corazón", le sugiere a Hamlet que obedezca a ese malestar. Pero Hamlet se muestra indiferente a los posibles daños. Horacio es el único personaje principal que sobrevive. Tiene la intención de envenenarse, diciendo que es "más un antiguo romano que un danés", pero Hamlet, moribundo, le implora más bien que se ocupe de las secuelas y del "nombre herido": 

Si alguna vez me tuviste en tu corazón,

Auséntate de la felicidad por un tiempo,

Y en este duro mundo, dibujar tu aliento en el dolor

Para contar mi historia.

El papel de Horacio, aunque secundario, es fundamental en el drama. A través de su papel de "observador externo", hace que el público crea las acciones de Hamlet, por increíbles que puedan parecer a los lectores a primera vista. Por ejemplo, Horacio ve al fantasma del rey Hamlet, por lo que se hace creer al público que el fantasma del rey Hamlet es real.